# Attalos III av Pergamon
Attalos III (ca 170 f.Kr. – 133 f.Kr.) var kung av Pergamon. Staden övergick senare genom hans testamente till romarna år 133 f.Kr.
Attalos III var son till Eumenes II och brorson till Attalos II av Pergamon. Han kallades Philometor (modersälskare) på grund av sitt nära förhållande till Stratonice av Kappadokien. Som kung var han impopulär, hade rykte om sig att vara grym och var ofta ointresserad av det offentliga. Även om hans far Attalos II tidigt gav honom erfarenhet av politik var han mer intresserad av vetenskap. Han ägnade sig extra gärna åt botanik och farmakologi. Att han testamenterade sitt rike till Romarriket kan ha varit ett försök från kungens sida att förekomma motstånd på grund av sin impopularitet.